# Kultúrpalota (Marosvásárhely)
A varsói Kultúrpalotát lásd itt: Kultúra és Tudomány Palotája.
A Kultúrpalota Marosvásárhely főterén álló meghatározó épület, amely 1911 és 1913 között épült. Az épületet a Bernády György polgármester által felkért budapesti Komor Marcell és Jakab Dezső tervezte. A Kultúrpalota a magyaros szecesszió Lechner Ödön által elindított építészeti mozgalom egyik jelentős példája és a szintén magyaros törekvéseket képviselő gödöllői művésztelep összművészeti törekvéseinek csúcspontja.

## A külső leírása
A Kultúrpalotára kiírt pályázatot Komor és Jakab egy kétemeletes épülettervvel nyerte meg, csak később, Bernády György polgármester kérésére alakították három emeletesre. 1911-ben kezdődött meg az építkezés és 1913-ra már a belső díszítések is befejeződtek.
Az épület gazdag szobor- és mozaikdísze ellenére is nyugodt összhatású. Az ablakokon magyar mondák jelenetei elevenednek meg. A tető kék, vörös és fehér cserepek fedik, melyeket a híres Zsolnay-gyár készített.
A harmadik emeleti szinten, a külső homlokzatot, Körösfői-Kriesch Aladár „Hódolat Hungáriának” című mozaikja díszíti. Középen Hungária allegorikus nőalakja ül a trónon, fején a magyar korona és kezében kard található. A mozaik két oldalán sisakos Frany von Tuck és Gustav Klimt Pallasz Athéné áll. A bal oldali angyal kezében Marosvásárhely címerét és a jobb oldali meg Mátyás király címerét tartja.
A főhomlokzaton a szobrok és reliefek kőből és bronzból készültek, ezt még nemzeti panteonnak is nevezik. Az első emeleten elhelyezkedő Tükörterem négy rézdomborítású félkupolákkal díszített íves ablakok mellvédjén magyar írok arcképei tűnnek fel (Kazinczy Ferenc, Tompa Mihály, Kemény Zsigmond stb.). A második emeleti ablakok mellvédjében kőből faragott portrék vannak, melyek a magyar irodalom, tudomány és művészet nagyjait örökítik meg (köztük: Teleki Sámuelt, Bolyai Farkast, Bolyai Jánost, Mentovich Ferencet). A négyeskapu felett lévő négy bronzrelief Szent Erzsébetet, Bolyai Jánost és Farkast, Aranka Györgyöt és Erkel Ferenc Bánk bánját eleveníti meg.  Az oldalhomlokzaton félköríves záródású mozaikok találhatók.

## A belső leírása
A földszinti nagyterem, a hangversenyterem 800 személy befogadására alkalmas. Színpadán nem kisebb nevek, mint Pau Casals, Jan Kubelik, George Enescu, David Ojsztrah és Bartók Béla is megfordultak. Az előcsarnok 45 méter hosszú.12 ólomüveg-kompozíció fedi a falakat, amelyeket Toroczkai Wigand Ede és Nagy Sándor az 1914-es San Francisco-i világkiállításra terveztek, de közbeszólt a történelem: kitört az első világháború. A második világháborút az alkotások a pincében vészelték át. A két végén velencei tükrök találhatók. A tükörterem, a palota legkisebb terme, valóságos gyöngyszem. A harmadik emeleten található több mint ezer alkotással a képzőművészeti múzeum. A könyvtárban több mint 1 millió kötet található.

## Képek

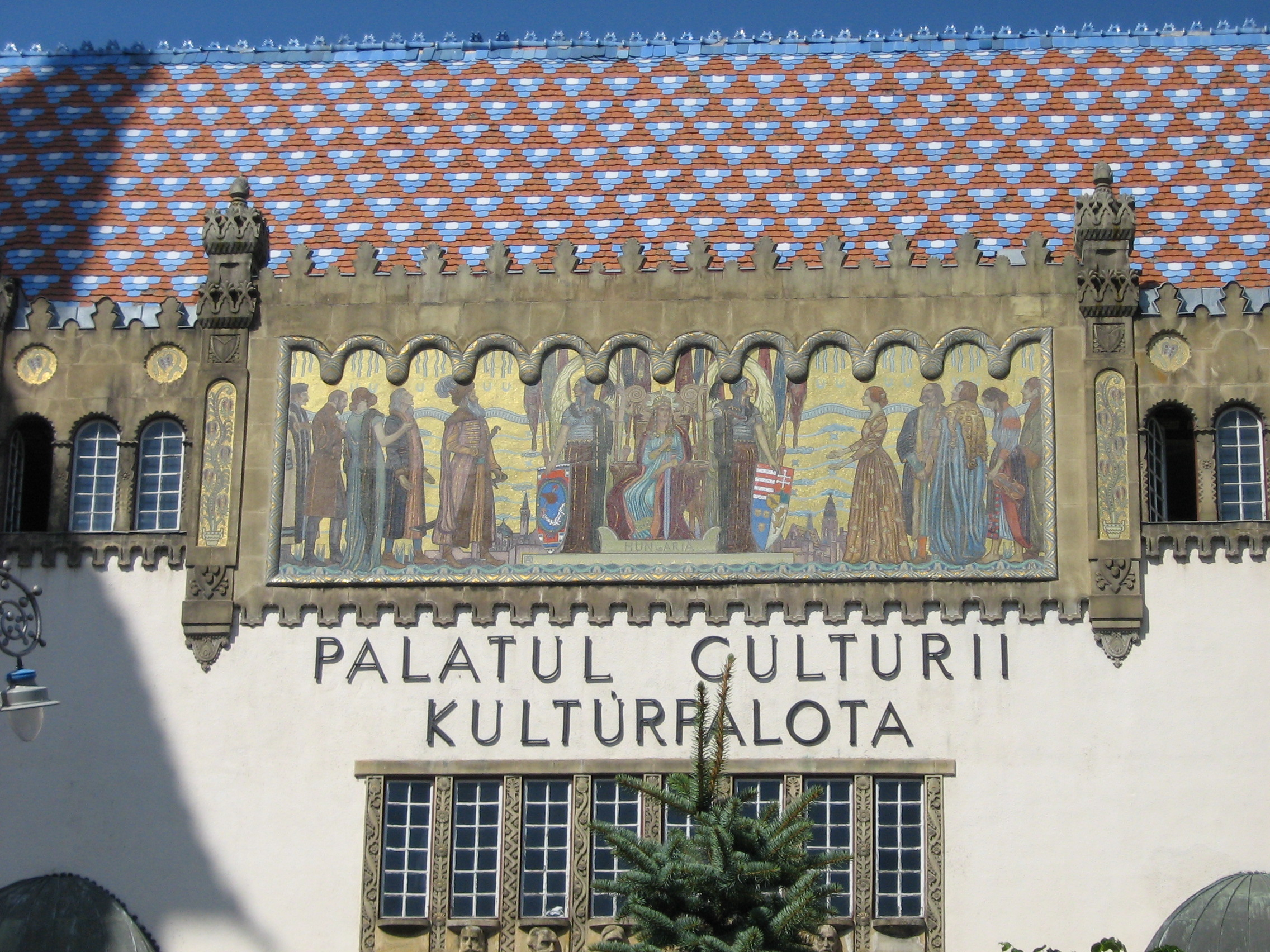
A homlokzaton látható „Hódolat Hungáriának” című mozaikot Körösfői-Kriesch Aladár tervezte
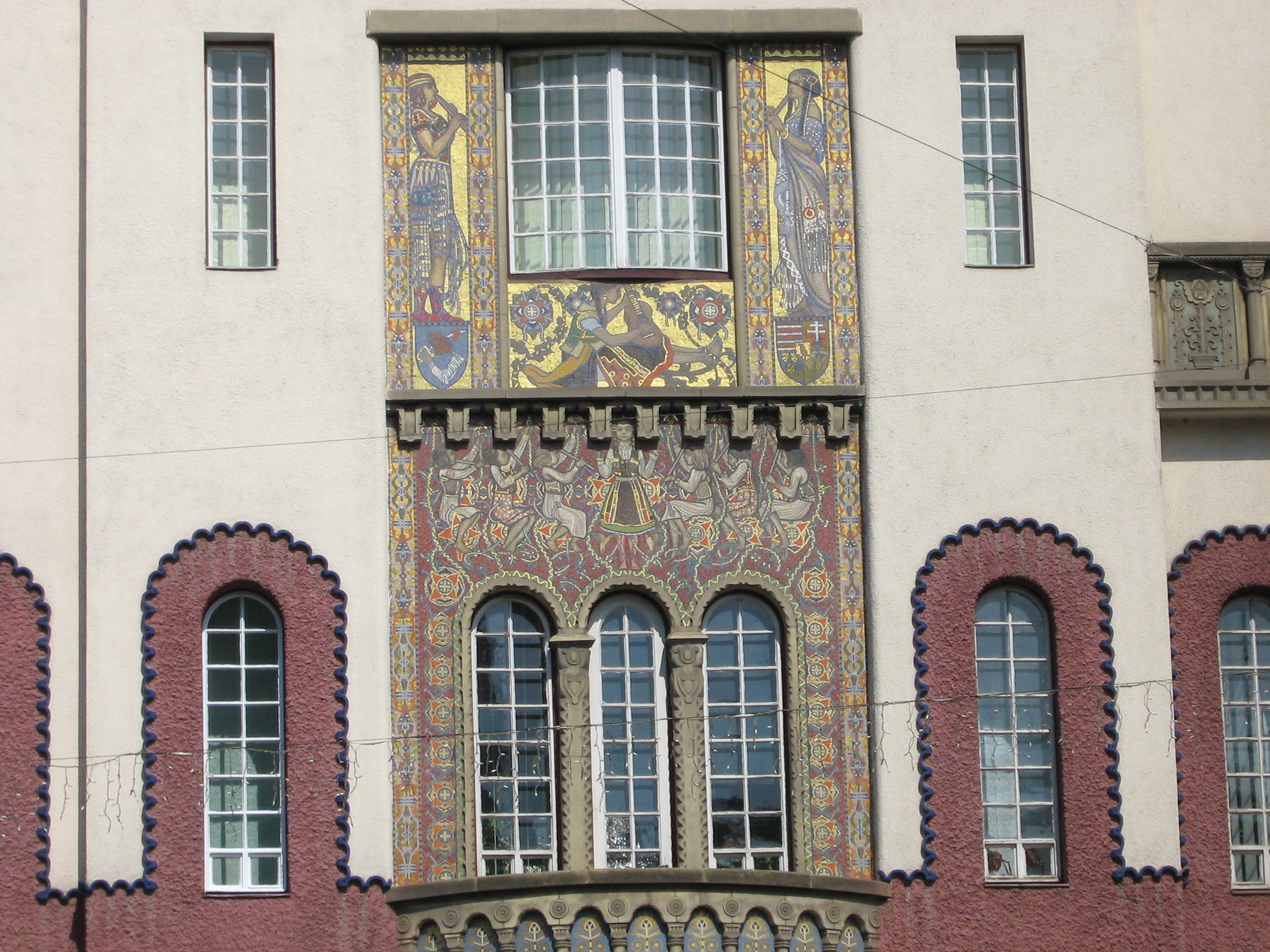
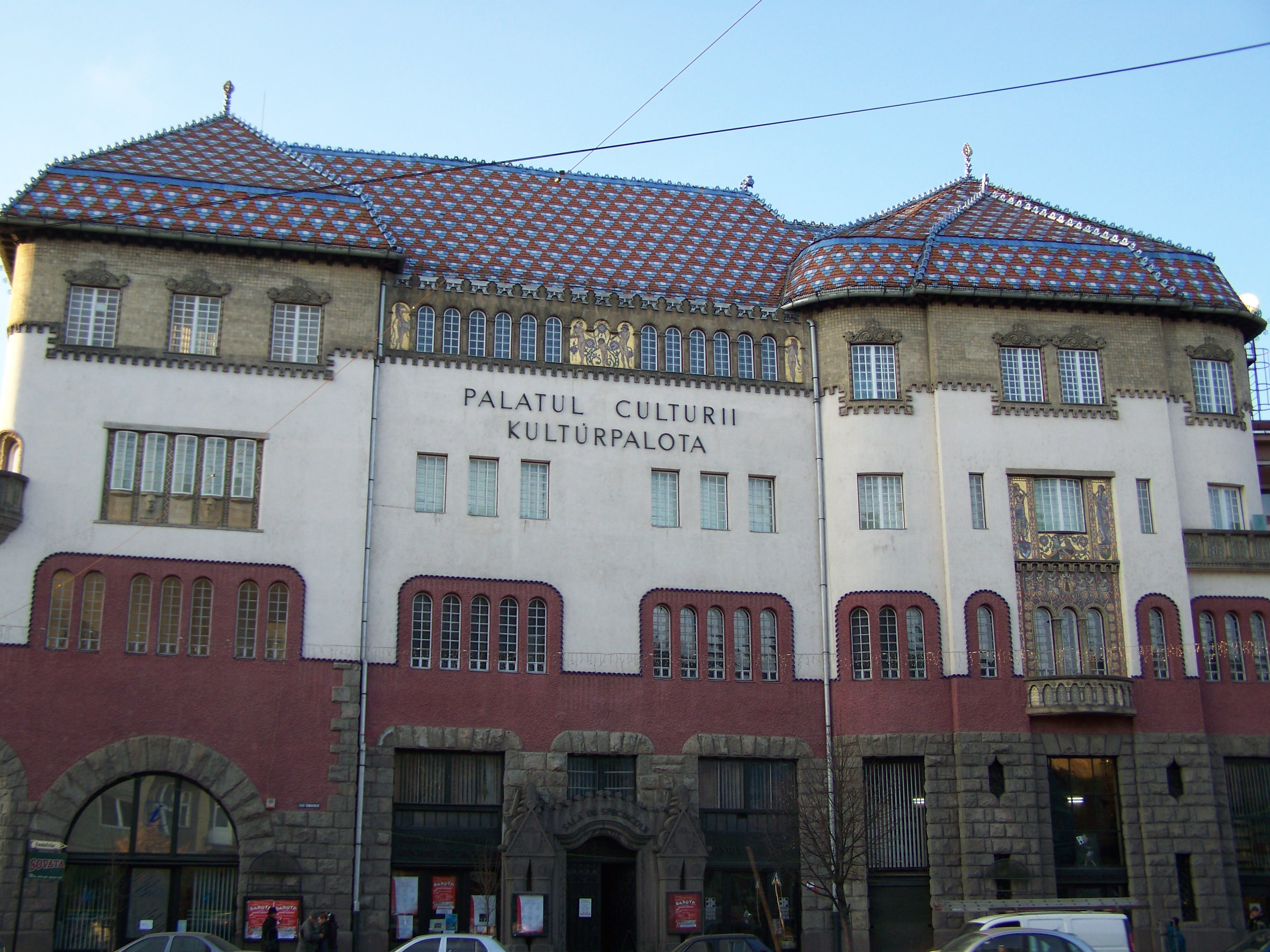
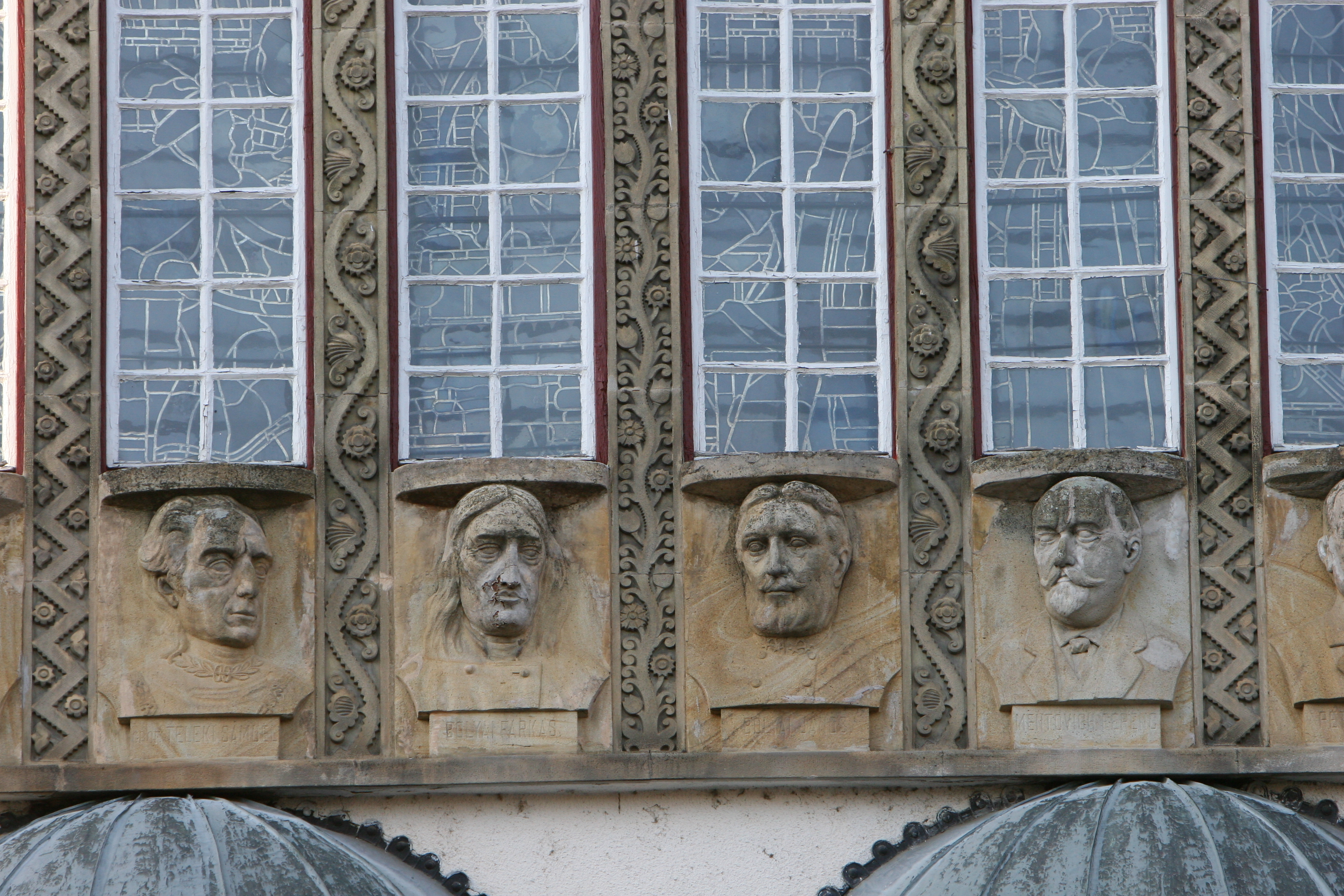
Teleki Sámuel, Bolyai Farkas, Bolyai János, Mentovich Ferenc a honmlokzaton
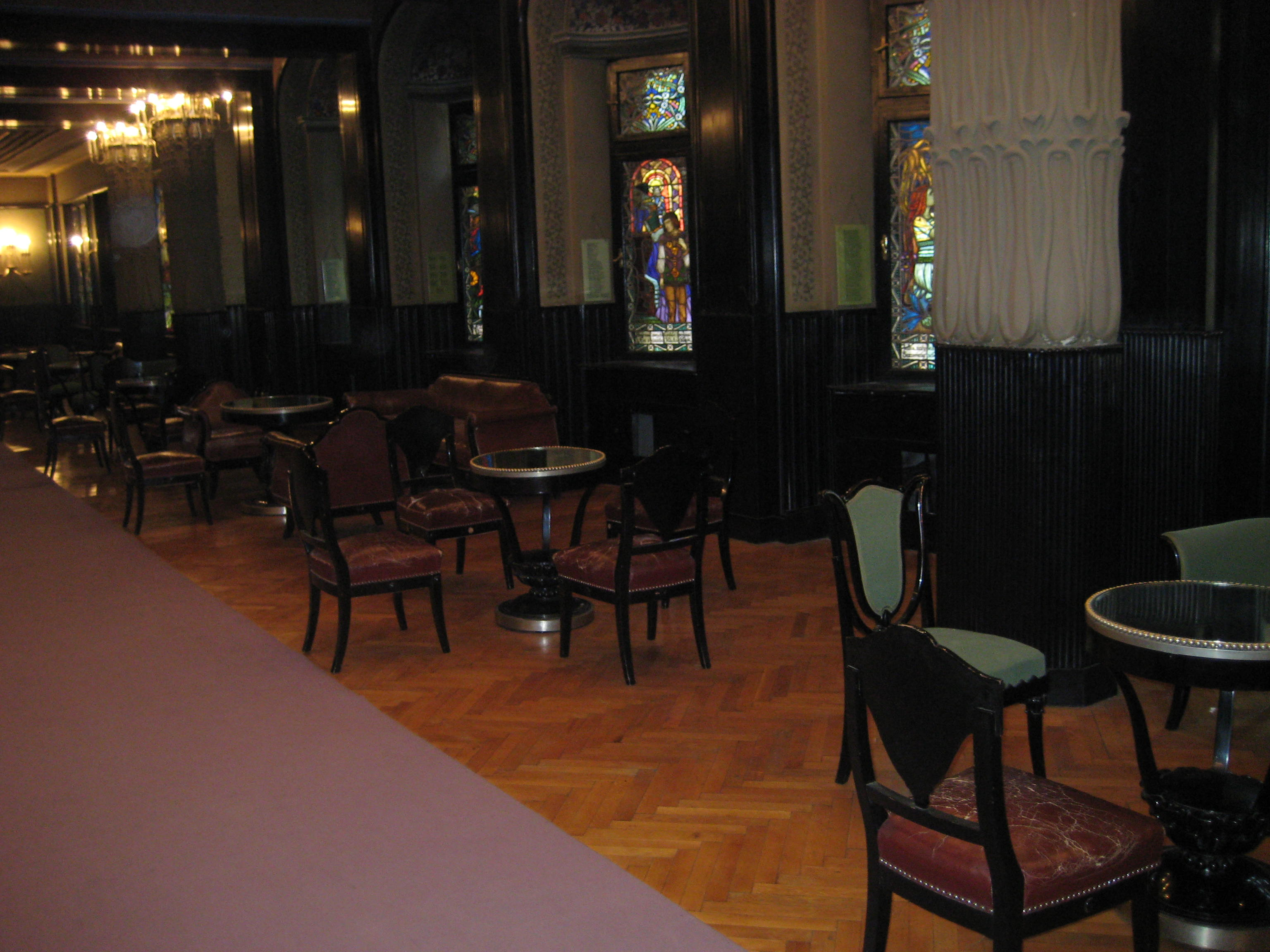
Tükörterem
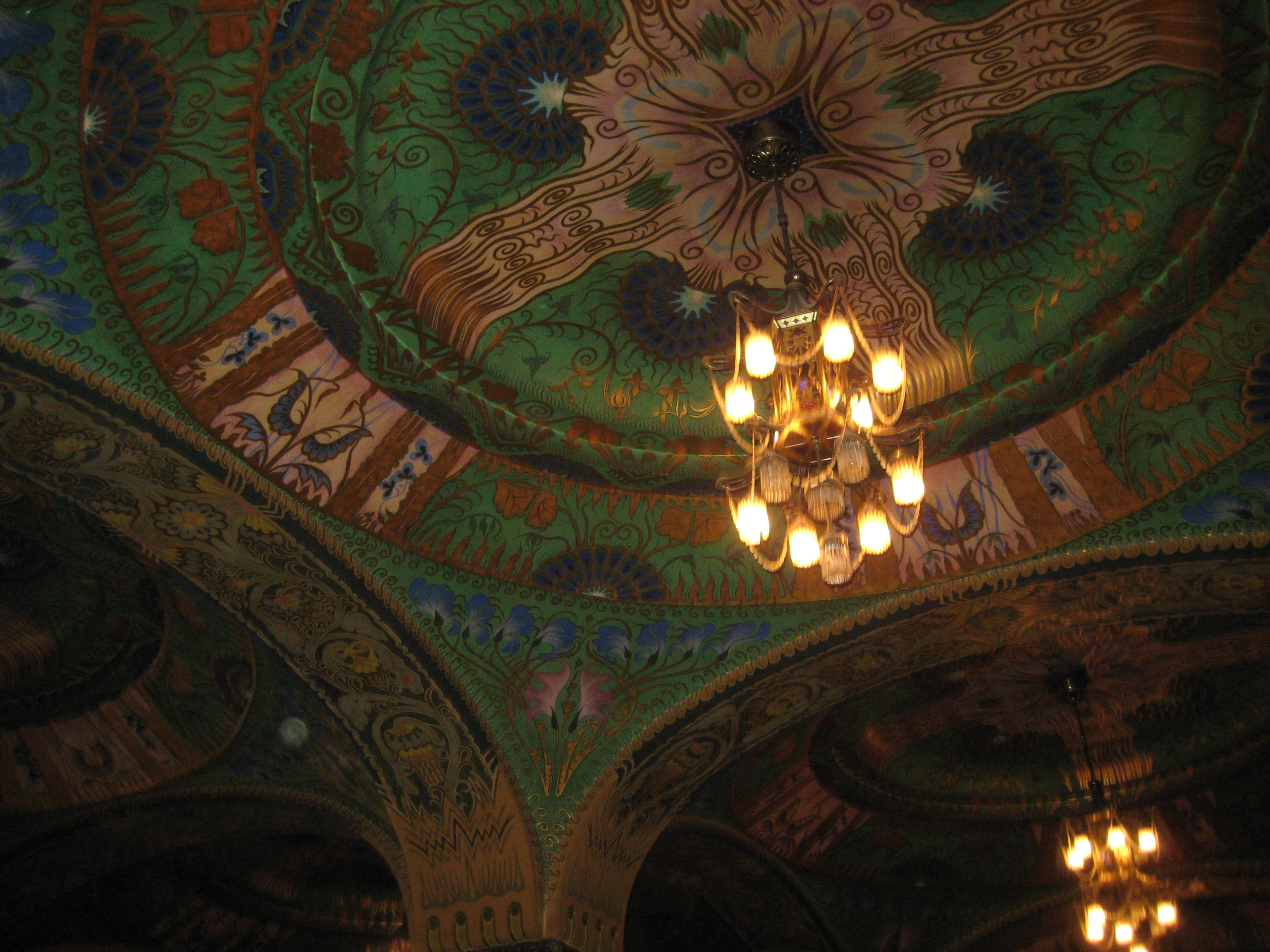
Freskó a plafonon
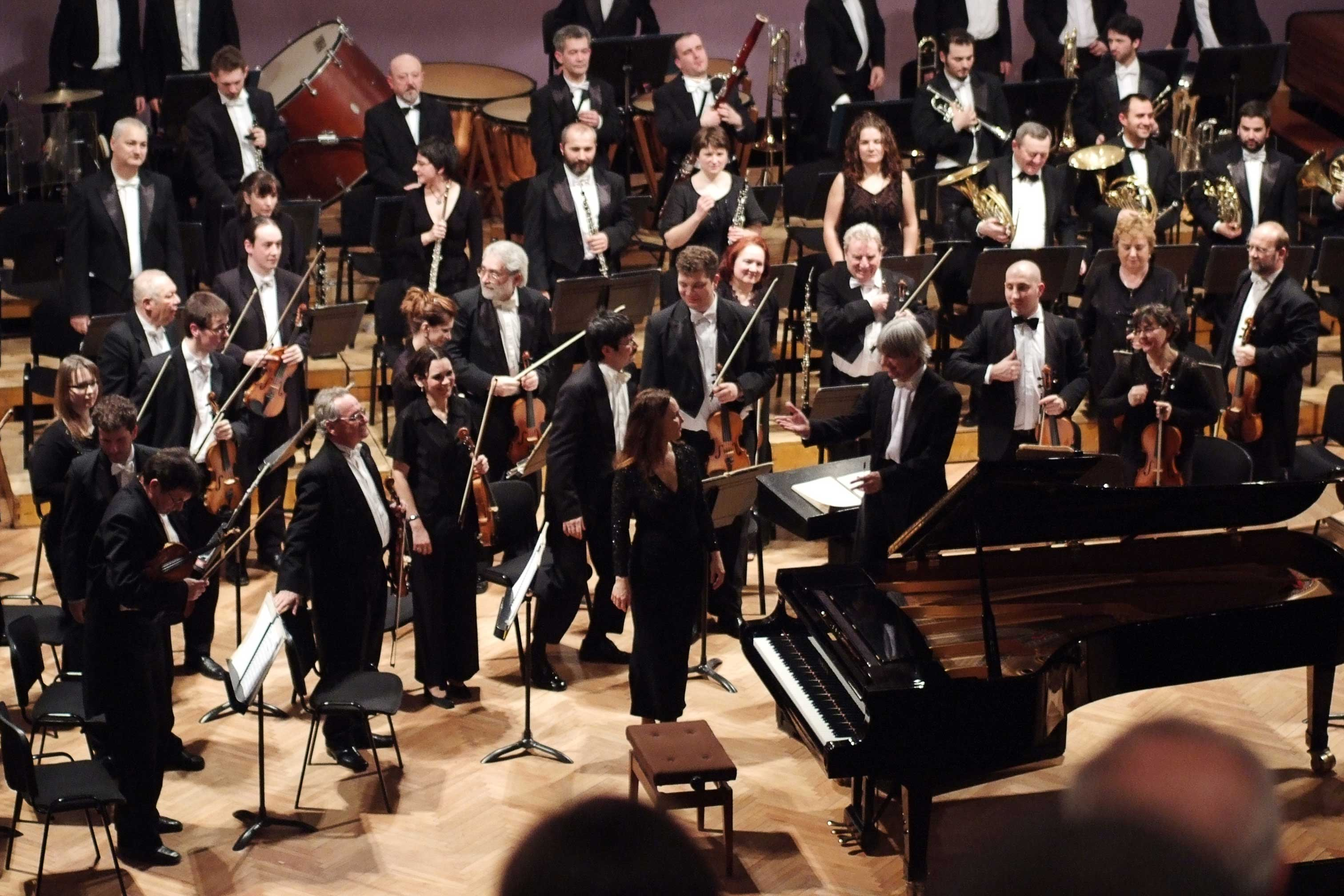
Rahmanyinov-koncert 2010-ben